# Зимич, Владимир Степанович
Влади́мир Степа́нович Зи́мич (род. 27 апреля 1932, село Крыва́ Руда́ Полтавской области Украинской ССР) — советский горный инженер-маркшейдер, организатор горной промышленности, начальник управления по надзору за охраной недр и геолого-маркшейдерскому контролю Госгортехнадзора СССР и Госгортехнадзора России. Президент общественной организации «Союз маркшейдеров России».

## Биография
В 1956 году окончил Харьковский горный институт, получив квалификацию горного инженера-маркшейдера.
По окончании вуза работал на шахтах Донбасса в должности участкового и главного маркшейдера.
С 1961 по 1997 год трудился в системе Госгортехнадзора Украинской ССР, Госгортехнадзора СССР и Госгортехнадзора России на должностях участкового горнотехнического инспектора, затем начальника Донецкой областной горно-технической инспекции по рудным и нерудным полезным ископаемым, и заместителя начальника Управления Донецкого округа Госгортехнадзора СССР.
С 1981 года — начальник Управления по надзору за охраной недр и геолого-маркшейдерскому контролю Госгортехнадзора СССР.
С 1992 года — начальник того же управления в Госгортехнадзоре России.
В начале 1990-х годов стал одним из инициаторов создания Общероссийской общественной организации «Союз маркшейдеров России». После её образования (1995 год) был избран Президентом этой организации. Остаётся в этой должности по настоящее время.
Под руководством Зимича проведены шесть съездов маркшейдеров России и общероссийских конференции, на которых рассматривались актуальные вопросы маркшейдерского дела, намечались меры по решению возникших проблем.
Сторонник государственного статуса маркшейдерской службы, деятельность которой должна обеспечивать суверенные интересы страны при освоении полезных ископаемых и регулироваться особым национальным законодательным актом.
Автор более 80 публикаций в области охраны и рационального использования недр, а также многих нормативно-правовых документов по вопросам маркшейдерского дела.
Под руководством Зимича были разработаны и утверждены «Единые правила охраны недр при разработке месторождений полезных ископаемых» ((утверждены Постановлением Госгортехнадзора СССР от 14.05.1985 № 22).
Является одним из основных разработчиков Закона Российской Федерации «О недрах» от 21.02.1992 № 2395-1.
Автор ряда изобретений.
Действительный член Академии горных наук (1996) и Международной академии минеральных ресурсов (1993).
После выхода в отставку с государственной службы работал ведущим научным сотрудником Отдела управления промышленной безопасностью ЗАО «Научно-технический центр исследований проблем промышленной безопасности».

## Награды и премии
Награждён:
- Орденами «Трудовая слава» I, II и III степеней;
- Медаль «Ветеран труда»;
- Медаль «В память 850-летия Москвы»
- Медалью им. Якова Брюса.

Заслуженный шахтёр Российской Федерации.
Полный кавалер отраслевых наград Знак «Шахтёрская слава».
Обладатель почётных званий «Лучший инспектор Госгортехнадзора СССР», «Лучший инспектор Госгортехнадзора России» и других ведомственных наград.